# Туинкъл Брадърс
„Туинкъл Брадърс“ (The Twinkle Brothers) е реге група в Ямайка.
Членовете на „Туинкъл Брадърс“ произлизат от гетата на град Фалмаут, намиращ се на северното крайбрежие на Ямайка. Двамата братя Норман и Ралстън Грант започват да пеят в хора на неделното училище и от ранна възраст се изявяват на концерти.
Групата е основана през 1962 г. В началото музикантите сами правят своите инструменти – китари и барабани – от разнообразни метални кутийки от консерви и пластмасови бутилки. В началото на 60-те правителството на Ямайка започва национален конкурс под надслов „Pop and Mento“. В тези мероприятия се започва от общинско ниво, при успешно представяне се преминава на регионално, а накрая се стига до Националните финали. „Туинкъл Брадърс“ редовно са общински шампиони, 2 години подред участват в регионалните кръгове, а на 3-тия път успяват да достигнат до Националния фестивал в Кингстън. Този път печелят 1-ви награди в категориите за група и за солово изпълнение (на Норман). В последвалите години групата печели неведнъж отличия от този конкурс.
За известно време „Туинкъл Брадърс“ се присъединяват към групата „The Cardinals“, чиито членове са жители на родния им град. Заедно имат изяви в хотели и нощни клубове в цяла Ямайка. „Туинкъл Брадърс“ решават да запишат албум и отиват на прослушване в Кингстън. Първият запис, солово изпълнение на Норман, Somebody Please Help Me (1966), е записан от Лесли Конг. Година по-късно излиза първият им групов сингъл Matthew and Mark, записан от Дюк Рейд (Duke Ried). През 1970 г., сингълът влиза в Ямайския музикален фестивал и е на трето място, след Hopeton Lewis и The Jamaicans.
През 1970 г. братята сформират свой собствен лейбъл – Twinkle Music. Понастоящем имат повече от 60 албума. Имат много участия в международни и чуждестранни фестивали в САЩ, Англия, Холандия, Финландия, Канада, Испания, Германия, Полша и други.